# Trish White
Hon. Patricia „Trish“ Lynne White, AM (* 7. September 1964 in Brisbane, Queensland) ist eine australische Elektroingenieurin, Wirtschaftsmanagerin und Politikerin der Labor Party, die zwischen 1994 und 2010 Mitglied des South Australian House of Assembly sowie mehrmals Ministerin war.

## Leben

### Studien, Ingenieurin und Mitglied desSouth Australian House of Assembly
Patricia „Trish“ Lynne White absolvierte nach dem Schulbesuch ein grundständiges Studium an der University of Queensland, welches sie mit einem Bachelor of Arts (BA) beendete. Ein Studium der Elektrotechnik an der University of South Australia schloss sie mit einem Bachelor of Science (BS Electrical Engineering) ab und war daraufhin von 1988 bis 1994 als Elektroingenieurin, Leitende Ingenieurin und Projektleiterin mit dem Schwerpunkt Kommunikationssysteme für die zum australischen Verteidigungsministerium gehörende Defence Science and Technology Group (DSTG) tätig.
Nachdem der frühere Premier Lynn Arnold am 21. September 1994 auf sein Mandat in der Legislativversammlung verzichtet hatte, wurde Trish White für die Labor Party bei der erforderlichen Nachwahl (By-election) am 5. November 1994 im Wahlkreis Taylor als dessen Nachfolgerin erstmals zum Mitglied der South Australian House of Assembly gewählt, des Unterhauses des Parlaments von South Australia. Sie vertrat diesen Wahlkreis bis zu ihrem Verzicht auf eine erneute Kandidatur bei der Wahl am 20. März 2010, woraufhin ihre Parteifreundin Leesa Vlahos dieses Mandat übernahm. Zu Beginn ihrer Tätigkeit war sie zwischen dem 30. Mai 1995 und dem 2. Dezember 1997 Mitglied des Ausschusses für öffentliche Arbeiten und daraufhin vom 2. Dezember 1997 bis zum 15. Januar 2002 des Ausschusses für Wirtschaft und Finanzen. Während dieser Zeit gehörte sie auch dem Schattenkabinett ihrer Partei unter dem ALP-Vorsitzenden und Oppositionsführer Mike Rann an und fungierte zwischen 1995 und 2002 als „Schattenministerin für Bildung und Kinderbetreuung, Weiterbildung und Ausbildung, Hochschulbildung, Regionalentwicklung, Tourismus, Rennsport, Sport, Jugend, multikulturelle und ethnische Angelegenheiten“.

### Ministerin, Rückzug aus dem politischen Leben und spätere Funktionen

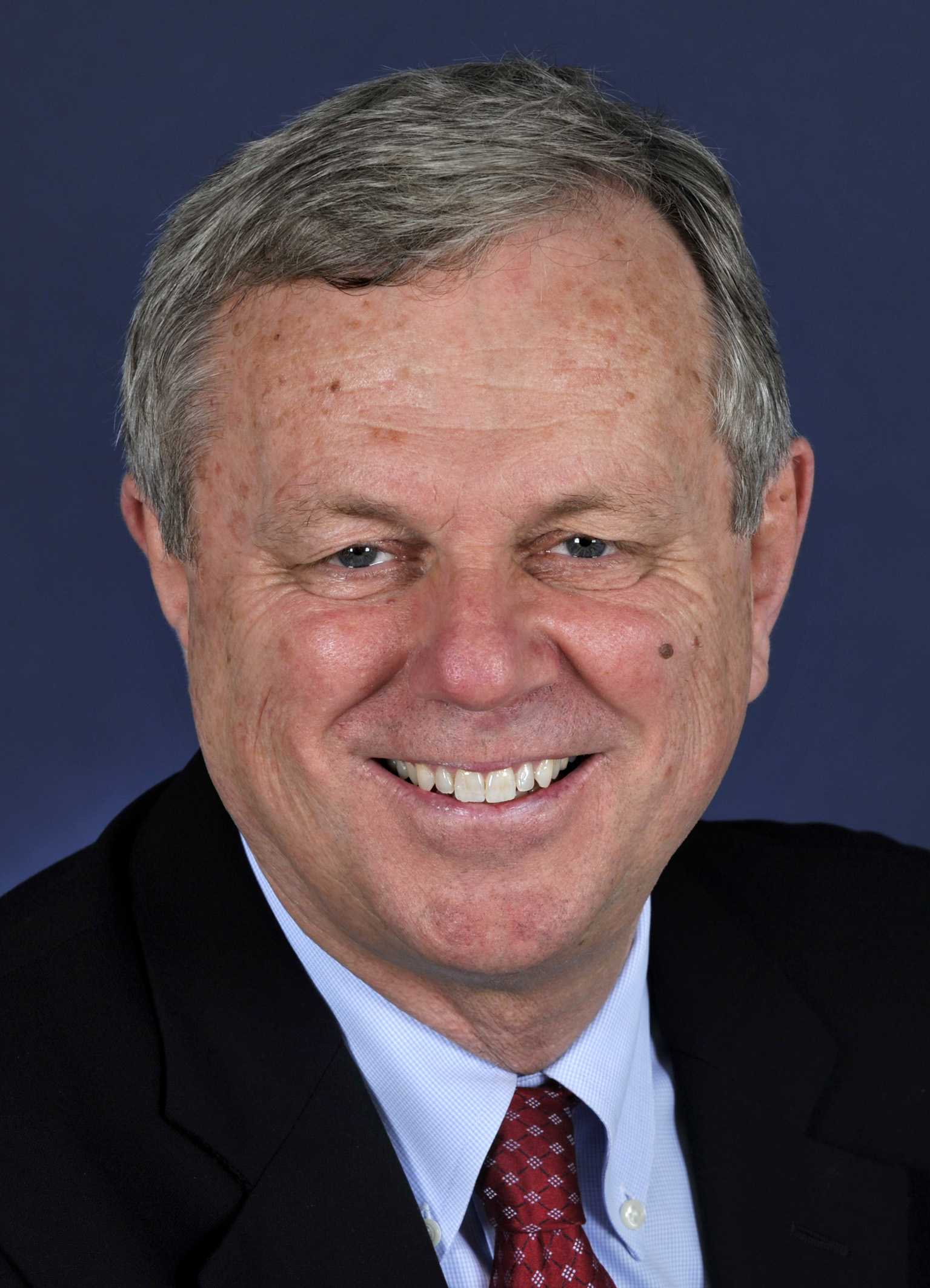
In der Regierung von Premier Mike Rann übernahm Trish White zwischen 2002 und 2005 verschiedene Ministerämter.

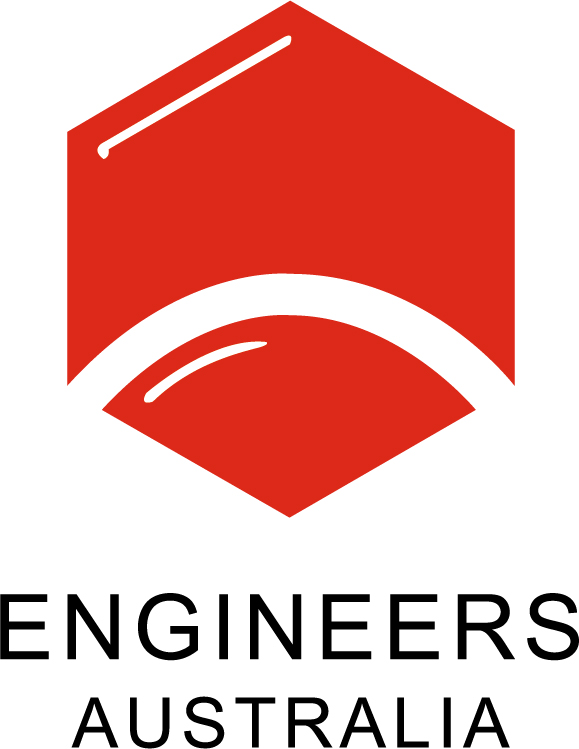
Trish White übernahm seit 2016 mehrere Funktion im Berufsverband Engineers Australia.

Nach dem Sieg der Labor Party bei der Wahl am 9. Februar 2002 wurde Trish White am 6. März 2002 in die Regierung des nunmehrigen Premier Mike Rann berufen und bekleidete in dieser zunächst bis zum 5. März 2004 den Posten als Ministerin für Bildung und Kinderdienste (Minister for Education and Children’s Services). Nach einer Regierungsumbildung fungierte sie im Anschluss vom 5. März 2004 bis zum 17. März 2005 als Ministerin für städtische Entwicklung und Planung (Minister for Urban Development and Planning), als Verkehrsministerin (Minister for Transport) sowie darüber hinaus als Minister für Wissenschaft und Informationswirtschaft (Minister for Science and Information Economy). Ferner war sie durchgängig zwischen dem 6. März 2002 und dem 17. März 2005 durchgängig Mitglied des Exekutivrates (Executive Council). Nach ihrem Ausscheiden aus der Regierung war sie vom 4. April 2005 bis zum 27. April 2006 erneut Mitglied des Ausschusses für Wirtschaft und Finanzen sowie zwischen dem 1. Juni 2005 und dem 20. März 2010 auch des Ausschusses für soziale Entwicklung. Am 2. Juni 2005 wurde ihr der Höflichkeitstitel The Honourable verliehen. Ferner gehörte sie vom 27. April 2006 bis zum 24. März 2009 erneut dem Ausschuss für öffentliche Arbeiten an, ehe sie zuletzt zwischen dem 24. März 2009 und dem 20. März 2010 abermals Mitglied des Ausschusses für Wirtschaft und Finanzen war.
Nach ihrem Ausscheiden aus dem House of Assembly war Trish White, die seit 2008 Mitglied des Beirates der University of Adelaide ist, zwischen 2010 und 2015 Direktorin sowie zugleich Vorsitzende des Beirates des Zentrums für Energietechnologie der University of Adelaide und bekleidet seit 2013 die Funktion als Vorsteherin der Fakultät für Ingenieur-, Computer- und mathematische Wissenschaften dieser Universität. Des Weiteren war sie von 2010 bis 2014 stellvertretende Vorsitzende der Verkehrsunfallkommission des Bundesstaates (Motor Accident Commission South Australia) und Aufsichtsratsmitglied von Australia Post sowie zugleich strategische Beraterin des Personaldienstleisters WorleyParsons Ltd. Zugleich fungiere sie von 2012 bis 2014 als Mitglied des Beirates von Kelly & Co. sowie als Vorstandsmitglied des Rates für die Infrastruktur des Ressourcen- und Energiesektors RESIC (Resources & Energy Sector Infrastructure Council) und fungierte zwischen 2012 und 2020 Vorsitzende der Beirates der UniSA Business School, der Wirtschaftsfakultät der University of South Australia. Außerdem war sie von 2013 bis 2014 als Aufsichtsratsmitglied der Lifetime Support Authority SA und ist gleichzeitig seit 2015 Vorstandsmitglied von Slingsby Taylor, ein Boutique-Beratungsunternehmen mit Hauptsitz in Adelaide.
Trish White engagiert sich des Weiteren seit 2016 als Vorstandsmitglied von Engineers Australia, des führenden Berufsverbandes für den Ingenieurberuf in Australien, und war in diesem von 2016 bis 2017 Vorsitzende des Prüfungs- und Risikoausschusses, zwischen 2018 und 2019 als Vorstandsvorsitzende und Nationale Präsident sowie von 2019 und 2020 als Vorsitzende des Nominierungsausschusses. Ferner war sie von 2016 bis 2018 Vorstandsvorsitzende von EngInsure Insurance and Risk Services sowie zwischen 2017 und 2019 Aufsichtsratsmitglied der CHL Group of Companies und gehörte zudem von 2017 und 2018 als Mitglied der Industry 4.0 Taskforce von Premier Jay Weatherill an. Sie ist seit 2018 Mitglied des Verwaltungsrates der Nationalen Regulierungsbehörde für Eisenbahnsicherheit (Office of the National Rail Safety Regulator) und Mitglied des Exekutivrates des Forums für fortgeschrittene Fertigung der Australian Industry Group, ein Arbeitgeberverband, dessen Mitglieder über 750.000 Menschen in ganz Australien beschäftigen. Außerdem war sie zwischen 2018 und 2019 Vorsitzende von Engineering Education Australia und Vorsitzende von The Moreland Group. Seit 2019 ist sie Mitglied des Aufsichtsrates der Flinders Port Holdings Pty Ltd sowie Mitglied des Beirates des Innovativen Fertigungsbeschleunigers der Flinders University.
Trish White, die 2019 einen Ehrendoktortitel der University of Adelaide erhielt und Fellow der Flinders University wurde, wurde im Rahmen des Australia Day am 25. Januar 2021 für bedeutende Verdienste um die Technik sowie um die Bevölkerung und das Parlament von Südaustralien zum Mitglied (Member) des Order of Australia (AM) ernannt. Sie ist Mitter von zwei Söhnen und einer Tochter.

## Hintergrundliteratur
- Parliament of South Australia: Statistical Record of the Legislature 1836–2007 (Memento vom 11. März 2019 im Internet Archive)